# Генріх XXXIX Ройсс-Кестріцький
Принц Генріх XXXIX Ройсс цу Кьостріц (нім. Heinrich XXXIX. Prinz Reuß zu Köstritz; 23 червня 1891, Ернстбрунн — 24 лютого 1946, Зальцбург) — німецький аристократ, доктор права, голова дому Ройсс-Кестріц.

## Біографія
Син композитора князя Генріха XXIV (1855–1910) і його дружини Елізабет (1860–1931), яка також належала до дому Ройсс-Кестріц. Вивчав право і політологію. Після смерті батька 2 жовтня 1910 року очолив дім, проте відмовився від князівського титулу. З 5 грудня 1912 по 12 лютого 1919 року — член ландтагу Ройсса. Членство принца в ландтазі викликало суперечки, оскільки йому ще не виповнилось 25 років. Окрім цього, він був членом масонської ложі «Архімед для Вічного Завіту» в Гері і власником сімейних замків Ернстбрунн і Гагенберг в Нижній Австрії.

## Сім'я
7 серпня 1918 року одружився з графинею Антонією Кастелль-Кастелльською. В пари народились 6 дітей. Старший син, князь Генріх IV Ройсс-Кестріцький, в 1945 році очолив весь дім Ройсс.

## Нагороди
- Почесний оберлейтенант Прусської армії
- Орден Святого Йоанна (Бранденбург), лицар справедливості